# Ophiocordycipitaceae
Ophiocordycipitaceae G.H. Sung, J.M. Sung, Hywel-Jones & Spatafora – rodzina grzybów z rzędu rozetkowców (Hypocreales). Należą do niej grzyby będące pasożytami stawonogów.

## Systematyka
Pozycja w klasyfikacji według Index Fungorum: Ophiocordycipitaceae, Hypocreales, Hypocreomycetidae, Sordariomycetes, Pezizomycotina, Ascomycota, Fungi.
W 2014 r. zespół naukowców w oparciu o metody biologii molekularnej i analizę sekwencji nukleotydów DNA przeprowadził rewizję filogenetyczną rodziny Ophiocordycipitaceae. Według aktualizowanej klasyfikacji Index Fungorum bazującej na Dictionary of the Fungi do rodziny tej należą rodzaje:
- Hirsutella Pat. 1892
- Hymenostilbe Petch 1931
- Ophiocordyceps Petch 1931
- Paraisaria Samson & B.L. Brady 1983
- Perennicordyceps Matocec & I. Kušan 2014
- Pleurocordyceps Y.J. Yao, Y.H. Wang, S. Ban, W.J. Wang, Yi Li, Ke Wang & P.M. Kirk 2021
- Polycephalomyces Kobayasi 1941
- Purpureocillium Luangsa-ard, Hywel-Jones, Houbraken & Samson 2011
- Tolypocladium W. Gams 1971
- Torrubiellomyces J.P.M. Araújo & de Bekker 2022[2].